# Südliche Grünmeerkatze

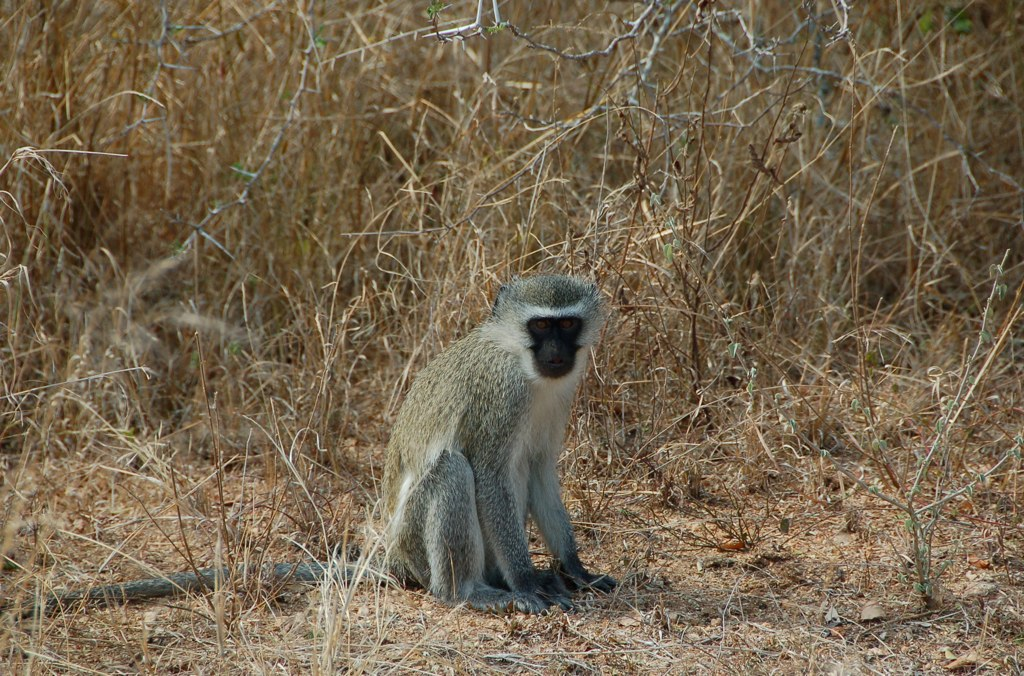
Südliche Grünmeerkatzen halten sich oft auf dem Erdboden auf

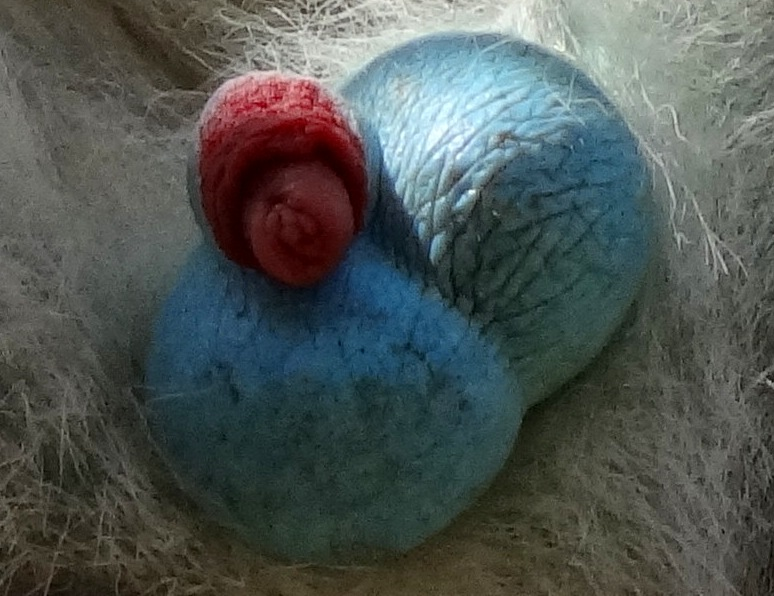
Männliches Genital der Südlichen Grünmeerkatze

Die Südliche Grünmeerkatze (Chlorocebus pygerythrus) ist eine Primatenart aus der Familie der Meerkatzenverwandten (Cercopithecidae). Sie ist eine der sieben Arten, in die die Grünen Meerkatzen in jüngeren Systematiken unterschieden werden.

## Merkmale
Südliche Grünmeerkatzen erreichen eine Kopfrumpflänge von 40 bis 60 Zentimeter, der Schwanz wird bis zu 70 Zentimeter lang. Ihr Gewicht beträgt 4 bis 6 Kilogramm, wobei die Männchen deutlich größer und schwerer als die Weibchen werden. Das Fell dieser Tiere ist an der Oberseite graugrün gefärbt, die Unterseite ist heller, die Hände und Füße sind schwarz. Auch das Gesicht ist schwarz, es wird von hellen Haaren an den Backen und an der Stirn eingerahmt. Wie bei allen Grünmeerkatzen haben die Männchen leuchtend gefärbte Genitalien: das Skrotum ist blau und der Penis rot.

## Verbreitung und Lebensraum
Südliche Grünmeerkatzen sind im östlichen und südlichen Afrika beheimatet. Ihr Verbreitungsgebiet reicht von Äthiopien und Somalia über Kenia und Tansania bis nach Südafrika. Sie kommen in einer Reihe von Habitaten vor, bevorzugen aber offene Wälder und Savannen. Allzu dichte Wälder meiden sie aber ebenso wie völlig baumlose Gebiete. Auch in der Nähe des Menschen können sie sich aufhalten.

## Lebensweise
Diese Primaten sind semiterrestrisch (das heißt, sie halten sich sowohl am Boden als auch auf den Bäumen auf) und wie alle Altweltaffen tagaktiv. Zur Nachtruhe ziehen sie sich auf Bäume zurück. Sie leben in Gruppen von bis zu 50 Tieren, die sich aus mehreren Männchen, vielen Weibchen und den dazugehörigen Jungtieren zusammensetzen. Beide Geschlechter etablieren eine Rangordnung, die beispielsweise beim Zugang zu Nahrungsquellen und bei der Fortpflanzung zum Tragen kommt. Sie kommunizieren miteinander mit einer Reihe von Lauten, Gesten und Körperhaltungen.
Südliche Grünmeerkatzen sind Allesfresser, bevorzugen aber Früchte. Daneben verzehren sie auch Blüten, Blätter, junge Triebe, aber auch Insekten, Würmer und andere Kleintiere.
Nach einer rund 165-tägigen Tragzeit bringt das Weibchen ein einzelnes Jungtier zur Welt. Dieses wird im zweiten Lebenshalbjahr entwöhnt und mit 2 bis 3 Jahren geschlechtsreif – wenngleich sich Männchen aufgrund des Gruppenverhaltens selten vor dem fünften Lebensjahr fortpflanzen.

## Systematik
Die Südliche Grünmeerkatze wurde 1821 durch den französischen Zoologen Frédéric Cuvier unter der Bezeichnung Simia pygerythra 1821 erstmals wissenschaftlich beschrieben. Die Terra typica ist Südafrika. Heute wird sie in die Gattung der Grünen Meerkatzen (Chlorocebus) gestellt und in fünf Unterarten unterteilt:

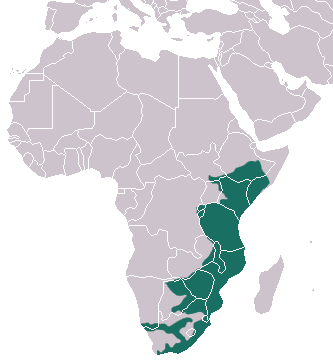
Verbreitungskarte der Südlichen Grünmeerkatze

- Chlorocebus pygerythrus pygerythrus, südlich des Sambesi in Botswana, Simbabwe, Mosambik, Namibia, Südafrika, Eswatini und Lesotho.
- Chlorocebus pygerythrus excubitor, Inseln Pate und Manda im Lamu-Archipel.
- Chlorocebus pygerythrus hilgerti, südliches Äthiopien, südwestliches Somalia, Kenia, östliches Uganda und nördliches Tansania.
- Chlorocebus pygerythrus nesiotes, Inseln Pemba und Mafia.
- Chlorocebus pygerythrus rufoviridis, südwestliches Uganda, Ruanda, Burundi, westliches Tansania, Malawi, nördliches Mosambik und Sambia zwischen Luangwa und Sambesi.

Die IUCN erkennt Chlorocebus pygerythrus excubitor nicht als Unterart an und führt die Bezeichnung als Synonym von Chlorocebus pygerythrus hilgerti. C. p. excubitor unterscheidet sich lediglich durch ihre geringere Körpergröße von C. p. hilgerti, was durch Inselverzwergung verursacht sein kann.
Wahrscheinlich ist Chlorocebus pygerythrus keine monophyletische Art. In einer Untersuchung zur systematischen Stellung der Dryasmeerkatze fand man, dass die nördlich von Südafrika (Botswana usw.) vorkommende Population von C. p. pygerythrus näher mit der Malbrouck-Grünmeerkatze (Chlorocebus cynosuros) verwandt ist als mit der südafrikanischen Population von C. p. pygerythrus. C. p. pygerythrus und C. cynosuros bilden eine Klade, die die Schwestergruppe von C. p. hilgerti ist.

## Bedrohung
Südliche Grünmeerkatzen sind weit verbreitet und können sich besser als die meisten Primatenarten auf die Nähe des Menschen einstellen. Sie kommen teilweise auch in Städten vor und dringen in Plantagen ein. Mancherorts werden sie deswegen als Plage betrachtet und verfolgt, hinzu kommt die Bejagung wegen ihres Fleisches. Insgesamt ist die Art nicht gefährdet.